# ناحیه کوهستان زیرین
ناحیه کوهستان زیرین (به انگلیسی: Lower Kohistan District) یک منطقهٔ مسکونی در پاکستان است که در خیبر پختونخوا واقع شده‌است. ناحیه کوهستان زیرین ۷۸۴٬۷۱۱ نفر جمعیت دارد.